# Et farligt sind
Et farligt sind er en dansk dokumentarfilm fra 2014, der er instrueret af Louise Jappe efter manuskript af hende selv og Celeste Pedersen.

## Handling
En sommeraften i 2013 slog den 22-årige Joakim sin mor ihjel. Tilbage sidder familien og spørger sig selv, hvordan det kunne ende så galt.